# 1971년 지중해 게임
1971년 지중해 게임(튀르키예어: 1971 Akdeniz Oyunları)은 제6회 지중해 게임으로 1971년 10월 6일부터 17일까지 튀르키예 이즈미르에서 열렸다. 14개국 1362명의 선수가 참가했으며 14개 종목이 진행되었다.
이탈리아가 지난 대회에 이어 가장 많은 금메달과 메달을 획득하면서 종합 메달 순위 1위에 올랐다.

## 종목
- 농구
- 레슬링
- 다이빙
- 배구
- 복싱
- 사격
- 사이클
- 수구
- 수영
- 역도
- 요트
- 유도
- 육상
- 체조
- 축구
- 테니스
- 펜싱

## 참가국
제6회 지중해 게임에는 총 12개 국가가 참가했다.
- 그리스 (159)
- 레바논 (2)
- 리비아 (36)
- 모로코 (76)
- 몰타 (11)
- 스페인 (148)
- 시리아 (108)
- 알제리 (38)
- 유고슬라비아 (161)
- 이탈리아 (162)
- 이집트 (162)
- 튀니지 (83)
- 튀르키예 (219) (개최국)
- 프랑스 (50)

## 메달 집계
개최국
| 순위 | 국가         | 금메달 | 은메달 | 동메달 | 합계 |
| ---- | ------------ | ------ | ------ | ------ | ---- |
| 1    | 이탈리아     | 51     | 38     | 30     | 119  |
| 2    | 유고슬라비아 | 27     | 25     | 26     | 78   |
| 3    | 스페인       | 18     | 25     | 24     | 67   |
| 4    | 튀르키예     | 18     | 12     | 15     | 45   |
| 5    | 그리스       | 8      | 8      | 24     | 40   |
| 6    | 이집트       | 7      | 10     | 12     | 29   |
| 7    | 프랑스       | 7      | 9      | 7      | 23   |
| 8    | 튀니지       | 3      | 6      | 2      | 11   |
| 9    | 모로코       | 0      | 2      | 6      | 8    |
| 9    | 시리아       | 0      | 2      | 6      | 8    |
| 11   | 리비아       | 0      | 0      | 1      | 1    |
| 11   | 알제리       | 0      | 0      | 1      | 1    |
| 합계 | 합계         | 87     | 86     | 97     | 270  |